# 祇洹精舍
祇洹精舍是中国近代史上第一所新式佛教教育机构。1895年，杨文会开始筹划创办佛教学校，几经周折，至1908年，在陈三立、沈曾植等人的赞助下，南京祇洹精舍才在金陵刻经处开学。学校延请谛闲法师讲天台宗经典，苏曼殊教英文，李晓暾讲国文，杨仁山居士亲自讲《大乘起信论》。祇洹精舍注重学习方法的传授，提倡在导师的指点下自学。两年之后，由于经费缺乏，精舍停办。祇洹精舍虽办学短暂，但它为现代佛教教育创造了一个新的方向，对近代佛教的发展产生了深远的影响。出自祇洹精舍的著名学生，包括太虚法师、欧阳竟无、梅光羲等。到1914年，欧阳竟无又在金陵刻经处成立佛学研究部，1918年在佛学研究部基础上筹备支那内学院，1922年开学。